# Letizia Camera
Letizia Camera est une joueuse italienne de volley-ball née le 1er octobre 1992 à Acqui Terme. Elle mesure 1,75 m et joue au poste de passeuse. Elle totalise 10 sélections en équipe d'Italie.

## Clubs
| Club                         | Pays   | De        | À         |
| ---------------------------- | ------ | --------- | --------- |
| Asystel Volley               | Italie | 2007-2008 | 2011-2012 |
| Imoco Volley                 | Italie | 2012-2013 | 2012-2013 |
| Pomi Casalmaggiore           | Italie | 2013-2014 | 2013-2014 |
| Unendo Yamamay Busto Arsizio | Italie | 2014-2015 | 2014-2015 |
| RC Cannes                    | France | 2015-2016 | 2015-2016 |
| AS Saint-Raphaêl             | France | 2016-2017 |           |

## Palmarès

### Équipe nationale
- Championnat d'Europe des moins de 20 ans
  - Vainqueur : 2010.
- Championnat du monde des moins de 20 ans
  - Vainqueur : 2011.

### Clubs
- Championnat d'Italie
  - Finaliste : 2013.